# Paolo Romano
Paolo Romano (ca.1445-ca.1470), també conegut com a Paolo Tuccone i com a Paolo di Mariano di Tuccio Taccone va ser un escultor italià del Renaixement. Giorgio Vasari a la seua cèlebre obra Le Vite de' più eccellenti pittori, scultori, e architettori conta que Romano va ser un home molt modest, tot i que la qualitat de les seues escultures era molt superior a les del seu contemporani Mino del Reame. És autor del Sant Pau a l'entrada del pont Sant'Angelo de Roma i va intervenir, a Nàpols, en l'arc d'Alfons el Magnànim.
Hi ha obres de Romano als Museus Vaticans i a Sant'Andrea della Valle, a Roma.